# Berry, Alabama
Berry là một thị trấn thuộc quận Fayette, tiểu bang Alabama, Hoa Kỳ. Dân số năm 2009 là 1172 người, mật độ đạt 42 người/km².